# ماركو كاستو
ماركو كاستو هو لاعب كرة قدم بلجيكي في مركز الدفاع، ولد في 2 يونيو 1972 في لا لوفيير في بلجيكا. لعب مع نادي رويال شارلروا.